# Everyday Vehicles

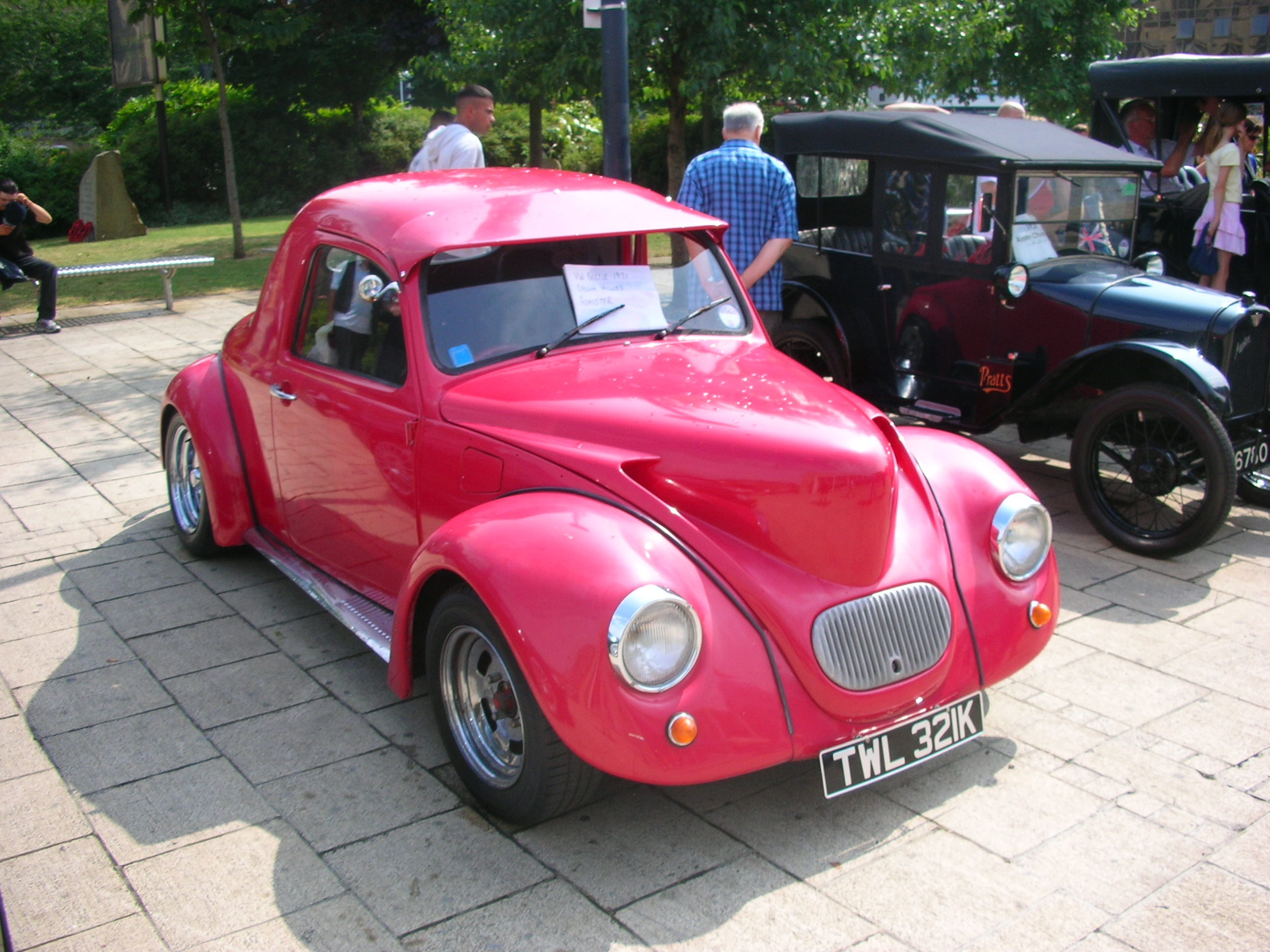
Super Coupé auf Basis VW-Käfer. Es ist unklar, ob dieses Exemplar von Everyday Vehicles, Rodshop oder Wizard Roadsters hergestellt wurde.

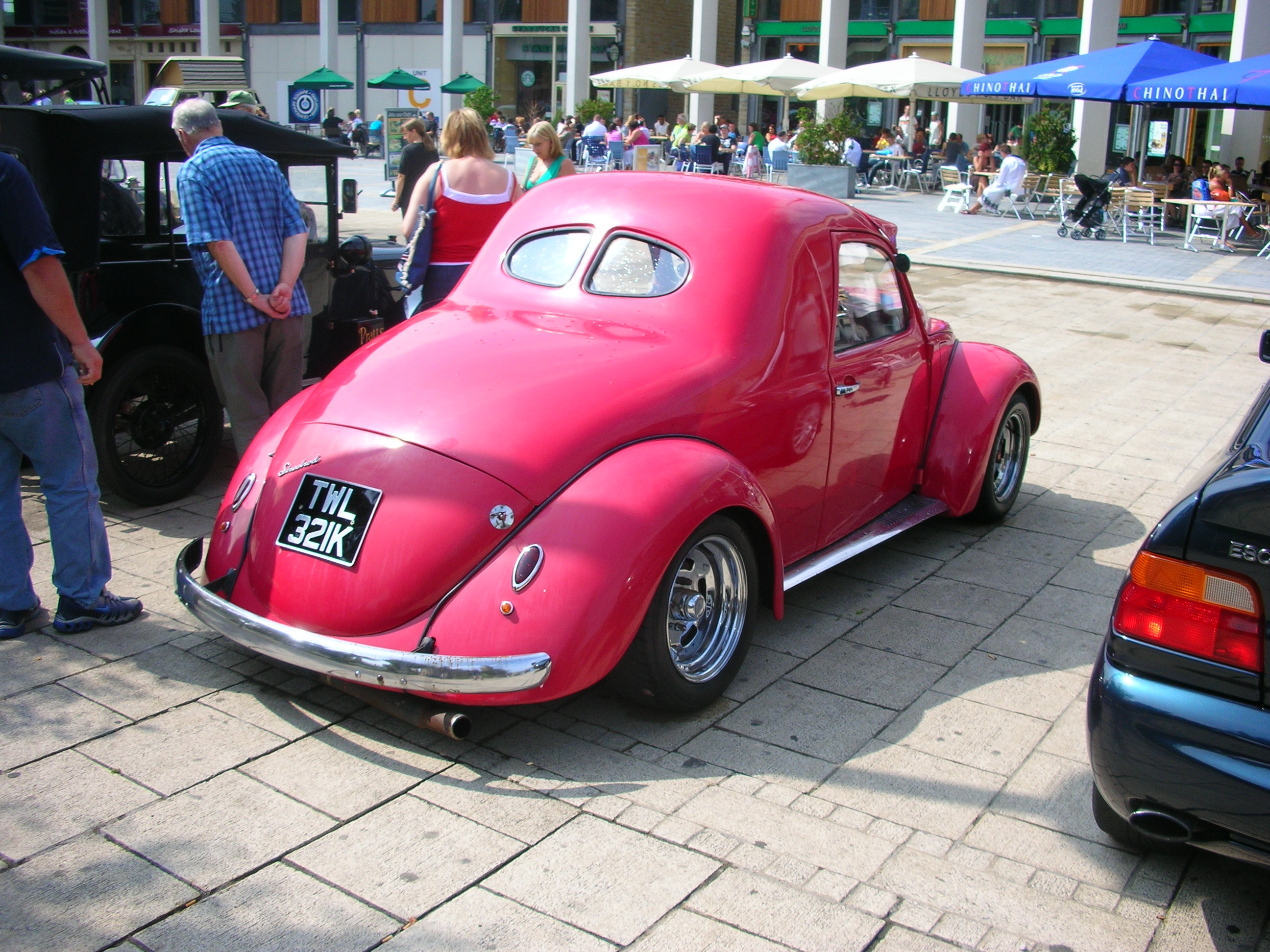
Heckansicht

Everyday Vehicles war ein britischer Hersteller von Automobilen.

## Unternehmensgeschichte
Chris Boyle gründete 1981 das Unternehmen in Bournemouth in der Grafschaft Dorset. Ian Coombes war einer seiner Mitarbeiter. Sie begannen mit der Produktion von Automobilen und Kits. Der Markenname lautete Super. 1985 endete die Produktion. Rodshop aus dem gleichen Ort setzte die Produktion unter Beibehaltung des Markennamens noch bis 1987 fort. Insgesamt entstanden etwa 15 Exemplare.

## Fahrzeuge
Das einzige Modell war das Coupé. Es ähnelte einem Coupé von Willys aus den 1940er Jahren. Die Basis bildete das Fahrgestell vom VW Käfer.